# 金普顿菲茨罗伊酒店

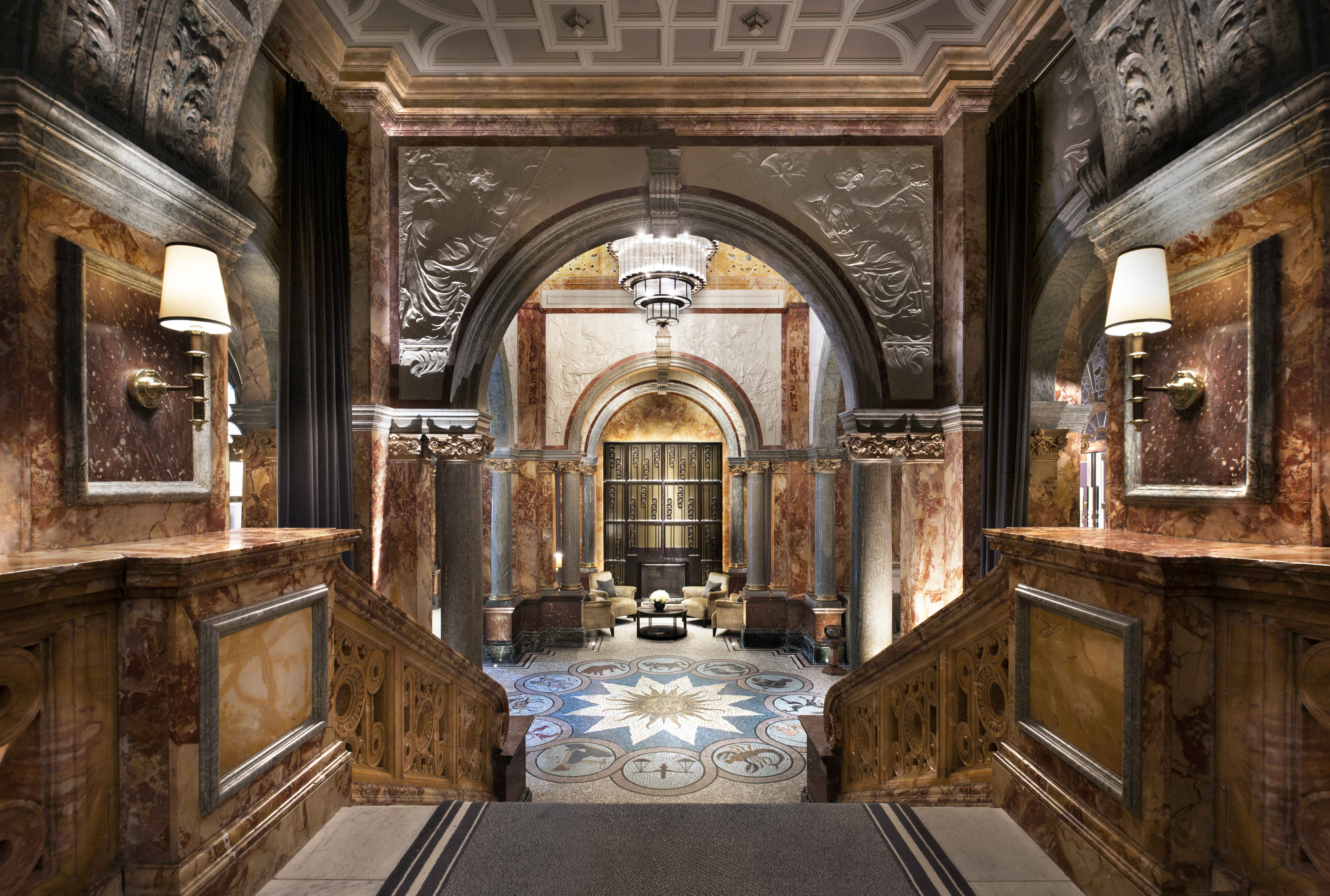
酒店內部

金普顿菲茨罗伊酒店（Kimpton Fitzroy London Hotel），原名倫敦普林西普酒店（The Principal London），又稱羅素酒店，是位於康登倫敦自治市羅素廣場的一座五星級酒店。酒店建築興建於1898年。英國頂尖大學聯盟羅素大學集團的第一场正式会议举办于此，其名亦取自於這座酒店。該酒店原由普林西普酒店公司所有，2018年被賣給洲際酒店集團，同年改名金普顿菲茨罗伊酒店。

## 外部連接
- 维基共享资源上的相關多媒體資源：金普顿菲茨罗伊酒店